# Коварната шесторка
Коварната шесторка (на английски: Sinister Six) е група на супер-злодей от Марвел Комикс, най-вече и врагове на Спайдър-Мен. В първата ѝ поява е организирана от Доктор Октопус в The Amazing Spider-man Annual#1 през 1964 г. Съставена е от д-р Октупус. Шокър, Носорога, Скорпьона, Хамелеона и Мистерио (заместен от Лешояда).